# Beautiful (chanson de Jennifer Paige)
Pour les articles homonymes, voir Beautiful.
Singles de Jennifer Paige
Always You
(1999) These Days
(2001)
Beautiful est une chanson de la chanteuse américaine Jennifer Paige, sortie le 25 juillet 2000, qui officie en tant que premier extrait de la bande originale du film Un automne à New York.  La chanson a été écrite par A. Cunningham, T. Harmon et produite par Rob Cavallo.  

## Format et liste des pistes
CD single
1. Beautiful — 4:09
2. Crush (Clubmix by Klippa) — 3:41